# 吉首市
吉首市（湘西方言苗文：Jib Soud/tɕi35 sou44/），简称吉，湖南省湘西土家族苗族自治州州府、县级市和武陵山片区中心城市，全州政治、文化中心，全州重要交通枢纽，全州经济决策和管理中心。区域总面积为1,061.81平方公里。
吉首位于武陵山区主脉西南边缘。毗邻泸溪县、花垣县、凤凰县、保靖县、古丈县、湘西经济开发区。吉首市下辖3个街道、5个镇、7个乡；2014年末，全市总人口31.13万人，常住人口30.76万人，其中土家族、苗族和汉族人口大约各占三分之一左右，当地大部分苗族居民使用苗语湘西方言兼用西南官话，土家族仅使用西南官话。
吉首交通优势十分明显，是国家规划的全国18个高速公路枢纽城市之一，已形成由铁路、公路、水路等3种运输方式构成的立体交通运输网络，年客运总量13200万人次，货运总量82888万吨。

## 歷史
戰國時屬楚之黔中地。春秋戰國時期，人類活動頻繁。
秦代，屬黔中郡。
漢代，屬武陵郡。
三國，武陵郡先後分屬季漢和孫吳。
晉代，武陵郡屬荆州。
南朝宋、南朝齊，隸郢州武陵郡。
南朝梁，析沅陵縣，建夜郎郡，南朝陳襲梁制。
隋朝廢夜郎郡，置靜人縣。不久廢縣，市域先後屬辰州和沅陵郡。
唐代，黔中觀察使管15州，其中辰州轄瀘溪、沅陵、麻陽、溆浦和辰溪縣，市域屬瀘溪縣地。
五代十國，同唐。
宋代，市域屬瀘溪县，宋神宗熙寧三年（公元1070年），置鎮溪寨（今吉首城區），為軍事防地。
元代，屬辰州路瀘溪縣地。
明朝明太祖洪武初年，境内設巡檢司。洪武三十年二月（公元1397年），瀘溪上五都分为十六里，置鎮溪軍民千户所，所屬辰州衛，這座因軍事而興的集鎮，規模不斷擴大，被當地人稱作「所里」。
明世宗嘉靖三十一年（公元1552年），朝廷於鎮溪壘堡築城，設立乾州哨，逐漸發展成為軍事重鎮。
清朝清聖祖康熙四十三年（公元1704年），撤鎮溪軍民千户所，沿習舊哨之名，設乾州廳，治乾州，隸屬辰沅永靖道。
清仁宗嘉慶二年（公元1797年），乾州廳升為直隸廳。
民國元年（公元1912年），廢廳設乾縣。
民國二年（公元1913年）4月，因與陝西省乾縣同名，乾縣改名乾城縣，取「乾州城」之意，隸屬辰沅道，縣治仍為乾州。
民國二十七年（公元1938年）4月至民國二十八年（公元1939年）5月，湘西綏靖公署綏署設在乾城縣。
1949年11月5日，中國人民解放軍和平佔領乾城縣，隸屬沅陵專區。
1952年8月，隸屬湘西苗族自治區，縣人民政府由乾州鎮搬遷至所里鎮。
經中央人民政府政務院内務部於1953年2月25日批准，同年4月1日，乾城縣改名「吉首縣」，所里鎮改名「吉首鎮」，以縣治所里在苗語音譯「吉首」而更名，意思是「生養的地方」，其中“吉”（jib）意为“地方”，“首”（soud）意为“养”。
1955年3月至1957年9月，吉首縣隸屬湘西苗族自治州；
从1957年9月20日起，隸屬湘西土家族苗族自治州，吉首縣為州府駐地。
1980年11月至1982年11月，自治州革命委員會(自治州人民政府前身)將吉首鎮從吉首縣析置為縣級鎮。
經國務院於1982年8月3日批准，同年11月30日，州政府撤銷吉首縣，設立吉首市(縣級市)。

## 人口
截至2020年11月1日零时，根据湘西州第七次全国人口普查数据公报，吉首市常住人口408812人，占湘西州常住总人口的16.43%。

## 地理

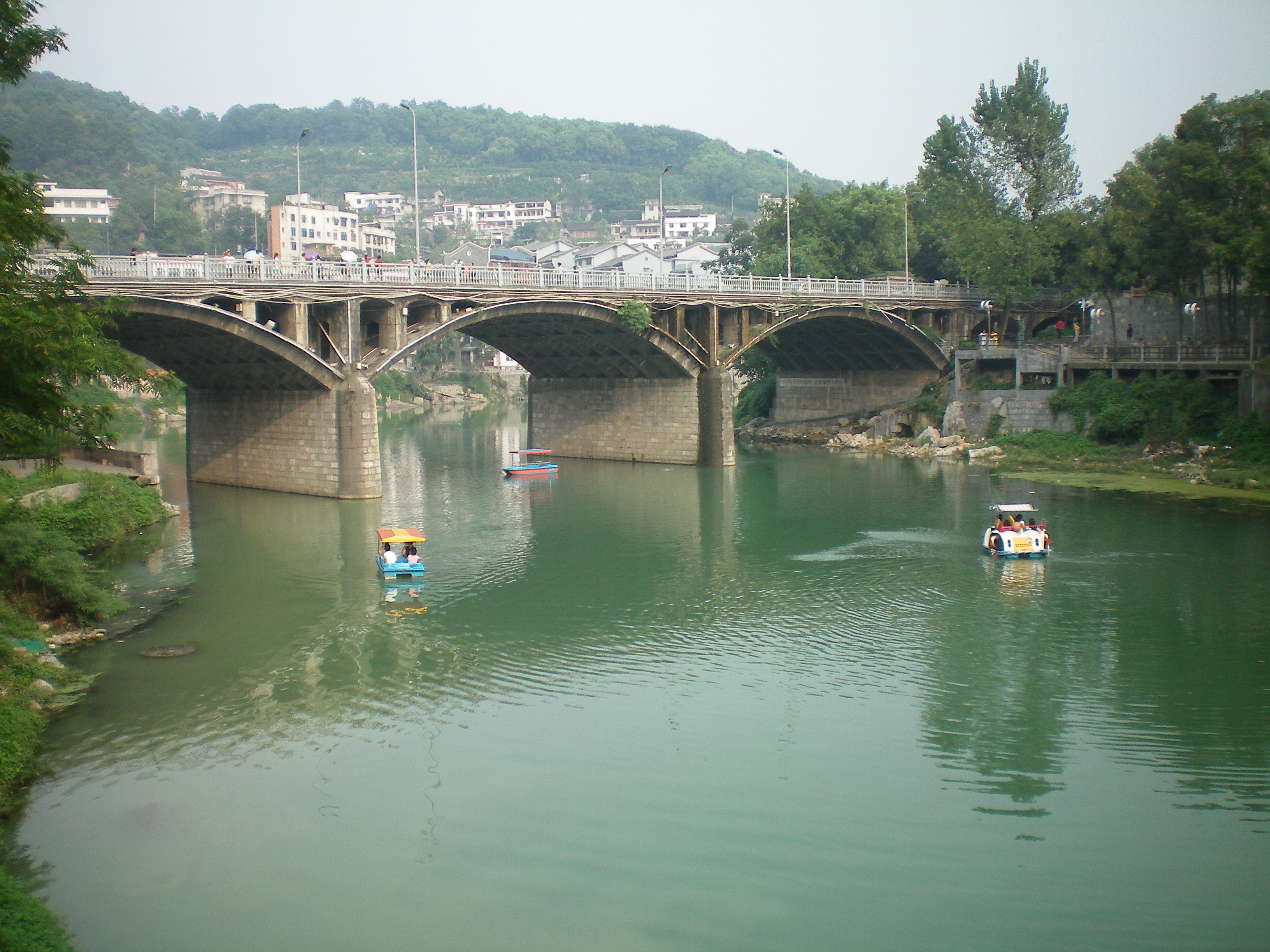
流经吉首市区的峒河

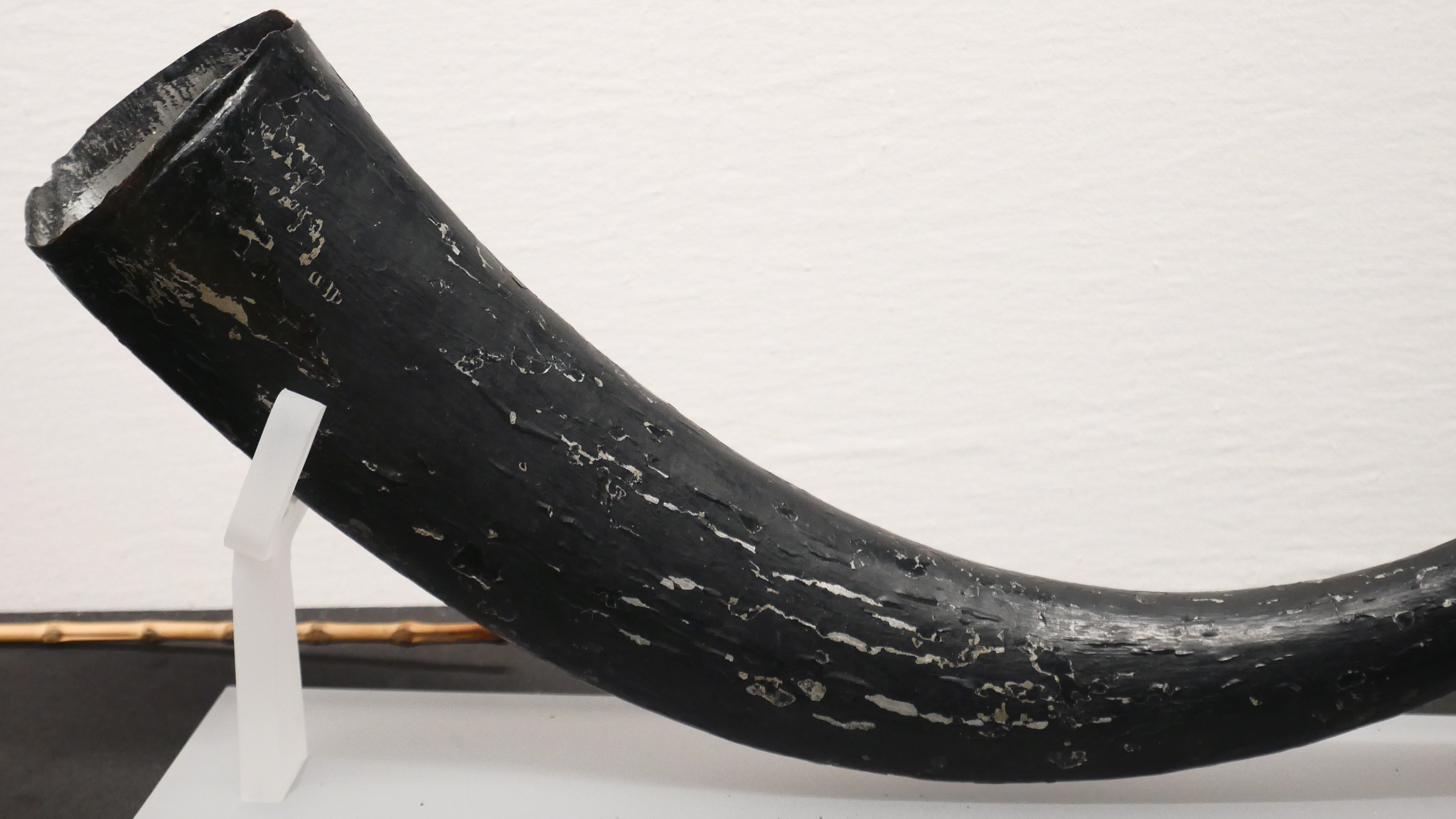
還儺願儀式號角（乾州街道西門口村坪雲）

吉首地处沅水流域中部，云贵高原餘脉武陵山脉的东麓。境内大都为低山丘陵地貌，多溶洞河流。其中中东部比较平缓，而西部则地势陡峭，出产各种石材。
全市年平均气温16℃，降水量1429毫米。
目前，乾州新区正在开发，市级单位迁往新区。

## 行政区划
吉首市下辖6个街道办事处、5个镇、1个乡：
峒河街道、乾州街道、镇溪街道、石家冲街道、双塘街道、吉凤街道、矮寨镇、马颈坳镇、河溪镇、丹青镇、太平镇和已略乡。

## 政治

### 现任领导
| 机构     | 吉首市人民政府 县长 | · 中国共产党 · 吉首市委员会 · 书记 | 吉首市人民代表大会 常务委员会 主任 | · 中国人民政治协商会议 · 吉首市委员会 · 主席 |
| -------- | ------------------- | ---------------------------------- | ---------------------------------- | -------------------------------------------- |
| 姓名     | 符家盛              | 周立志                             | 符启银                             | 向洪琼                                       |
| 民族     | 苗族                | 汉族                               |                                    |                                              |
| 出生地   | 湖南省龙山县        | 湖南省永州市                       |                                    |                                              |
| 出生日期 | 1973年4月（52歲）   | 1978年5月（46—47歲）               | 1969年1月（56歲）                  | 1969年5月（55—56歲）                         |
| 就任日期 | 2020年4月           | 2023年10月                         | 2021年10月                         | 2021年10月                                   |

## 交通
铁路
- 焦柳铁路及張吉懷高鐵纵贯市境。

高速公路
- 常吉高速公路，常德至官庄段限行120 km，官至至吉首限行100 km，部分路段限80 km。起于常德市斗姆湖，连接 常张高速公路，经许家桥、桃花源、郑家驿、杨溪桥，于太平铺进入怀化市沅陵县再经沅陵县官庄、楠木铺、马底驿、凉水井、麻溪铺过舒溪口后进入湘西州，于泸溪县武溪镇跨沅水，然后经洗溪、潭溪、河溪进入吉首市，在吉首市城区跨越 209国道及 焦柳铁路，终点林木冲。沿线经过常德市鼎城区、桃源县，怀化市沅陵县，湘西土家族苗族自治州泸溪县，主线全长223.7公里（其中常德市境内71.2公里，怀化市境内102.5公里，湘西自治州境内50公里），连接线13.7公里（其中桃源连接线4.3公里，茶庵铺连接线3.0公里、沅陵连接线4.7公里、吉首连接线1.7公里）。本项目总投资为106.8亿元人民币，起点至沅陵段为173公里，为部分利用亚洲开发银行贷款建设项目，湘西州境内50公里为国内资金建设项目，其中国家投资46.9亿，占总投资42%，银行贷款64.9亿元（含亚洲开发银行贷款3亿美元），占总投资58%。

- 2012年， 包茂高速公路渝界至怀化段贯通。

公路
 209国道、 319国道、 352国道过境。

## 经济
工业以“烟酒”即烟草和酿酒业为主，近年来金属和食品加工工业也发展较快。农业则主产水稻、油菜，特产有酒鬼酒、香醋和板鸭等。
矿产占该州工业比重越来越重，2010年达至63.2%。
2008年9月底发生湘西非法集资案，涉及集资资金量巨大，事件导致湘西州州长徐克勤下台。

## 教育

### 高等教育
- 吉首大学